# Arnesby
Arnesby – wieś w Anglii, w hrabstwie Leicestershire, w dystrykcie Harborough. Leży 14 km na południe od miasta Leicester i 130 km na północny zachód od Londynu.
W 1764 roku urodził się Robert Hall, angielski teolog, pisarz, kaznodzieja. Minister kościoła Baptystów.